# NGC 3959
NGC 3959 في الفهرس العام الجديد، هي مجرة، تقع في كوكبة الباطية. اكتشفت في 19 مايو 1881 بواسطة فيلهلم تمبل.

## روابط خارجية
- NGC 3959 على موقع ويكي سكاي: DSS2, SDSS, GALEX, IRAS, Hydrogen α, X-Ray, Astrophoto, Sky Map, Articles and images